# Styrmansgrundet
Styrmansgrundet är en ö i Finland. Den ligger i sjön Larsmosjön och i kommunen Larsmo i den ekonomiska regionen  Jakobstadsregionen  och landskapet Österbotten, i den centrala delen av landet, 400 km norr om huvudstaden Helsingfors. Öns area är 9,2 hektar och dess största längd är 0,6 kilometer i sydöst-nordvästlig riktning. I omgivningarna runt Styrmansgrundet växer i huvudsak blandskog.